# Koprivštica
Koprivštica (en serbe cyrillique : Копривштица) est un village de Serbie situé dans la municipalité de Pirot, district de Pirot. Au recensement de 2011, il comptait 45 habitants.

## Démographie
| 1948 | 1953 | 1961 | 1971 | 1981 | 1991 | 2002 | 2011 |
| ---- | ---- | ---- | ---- | ---- | ---- | ---- | ---- |
| 390  | 406  | 371  | 314  | 216  | 117  | 67   | 45   |

|  |